# بمبئی ۴۰۵ مایل
بمبئی ۴۰۵ مایل (به هندی: Bombay 405 Miles) فیلمی هندی محصول سال ۱۹۸۰ و به کارگردانی بریج است. در این فیلم بازیگرانی همچون وینود کانا، شاتورگان سینها، زینت امان، پران، افتخار، امجد خان، هلن، دون ورما، مراد، راضا مراد و شامی ایفای نقش کرده‌اند.